# Stevens County (Washington)
Stevens County je okres ve státě Washington ve Spojených státech amerických. K roku 2010 zde žilo 43 531 obyvatel. Správním městem okresu je Colville. Celková rozloha okresu činí 6 581 km².